# 申比希勒山

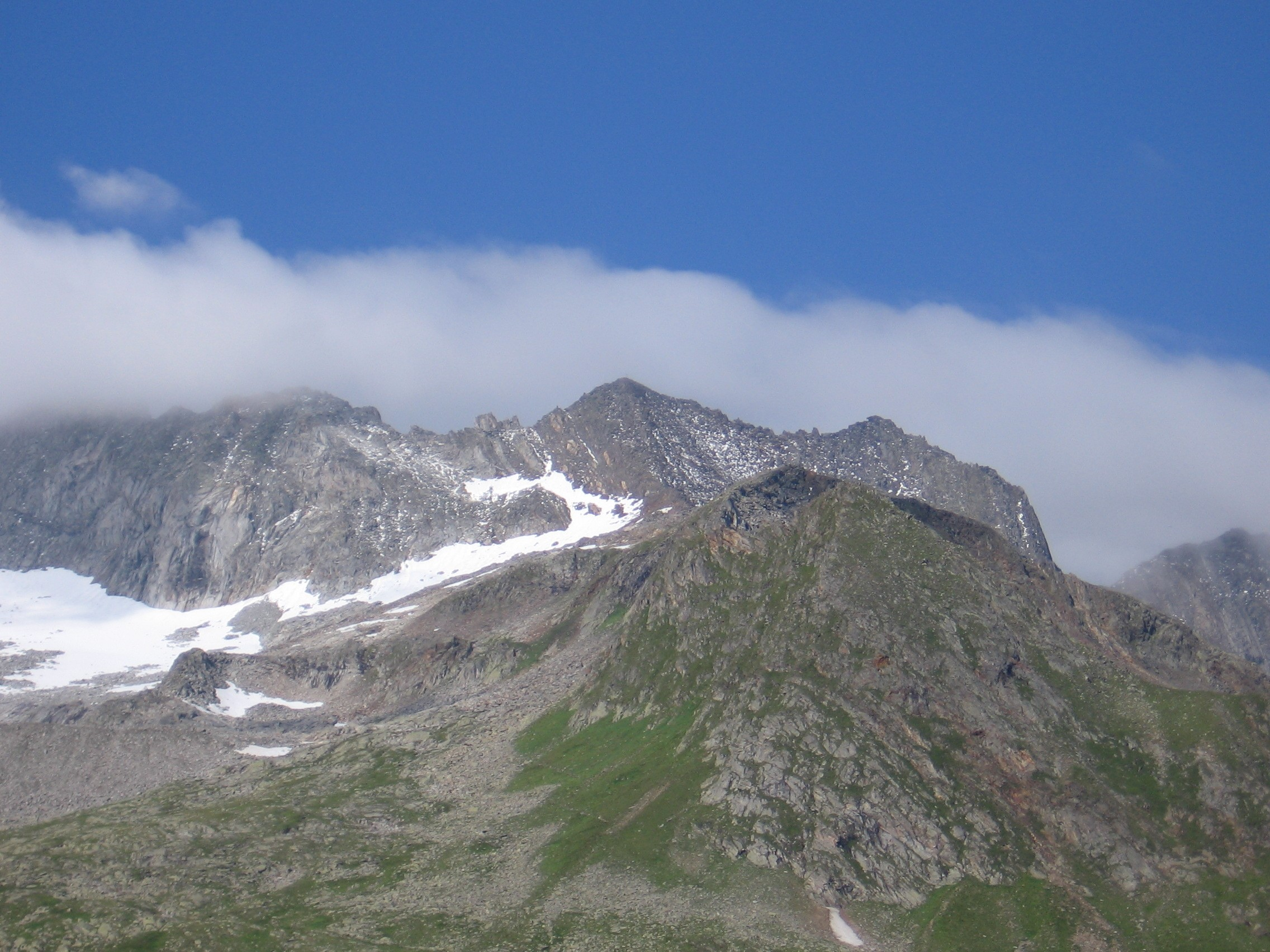

47°0′30″N 11°46′23″E / 47.00833°N 11.77306°E
申比希勒山（德語：Schönbichler Horn），是奧地利的山峰，位於該國西部，由蒂羅爾州負責管轄，屬於齊勒塔爾阿爾卑斯山脈的一部分，距離富查格爾峰0.4公里，海拔高度3,134米，每年平均降雨量1,579毫米。